# アフメド・タジュディノフ
アフメド・タジュディノフ（Akhmed Tazhudinov、ロシア語: Ахмед Магомедович Тажудинов）は、バーレーンのレスリングフリースタイルの選手。ロシアのダゲスタン出身。階級は97kg級。2023年現在、20歳とされている。

## 来歴
ロシアのダゲスタンでは、PFP最強のレスラーとみなされているオリンピック2連覇のアブドゥルラシド・サドゥラエフと同じクラブで練習を積んでいた。国籍をバーレーンへ変更すると、2023年にアジア選手権97kg級で優勝した。世界選手権では伏兵ながら、3回戦で元世界チャンピオンであるアメリカのカイル・スナイダーを11－0で圧倒すると、準々決勝ではサドゥルエフをも9－2で大きくリードした後に相手の負傷により棄権勝ちを収めた。決勝ではアゼルバイジャンのマゴメドハン・マゴメドフにフォール勝ちして優勝を果たした。アジア大会でも優勝した。2024年のパリオリンピックではバーレーンの選手として初めてとなる金メダルを獲得した。

## 主な戦績
- 2023年 - アジア選手権　優勝
- 2023年 - 世界選手権　優勝
- 2023年 - アジア大会　優勝
- 2024年 - パリオリンピック　優勝

（出典）